# Gymnodoris plebeia
Gymnodoris plebeia (Bergh, 1877) è un mollusco nudibranchio della famiglia Polyceridae.